# International Klein Blue
“International Klein Blue” (IKB) è un processo registrato in Francia il 19 maggio 1960 presso l'Institut national de la propriété industrielle (INPI) con la busta Soleau n. 63471 dell'artista francese Yves Klein. Combina il pigmento blu oltremare con un legante molto specifico creato con l'aiuto di un chimico. Per legge, nessuno può appropriarsi di un colore. IKB, chiamato anche Klein Blue, non si riferisce a una tonalità di blu ma a questa combinazione unica creata da Yves Klein e spesso considerata un atto artistico nel senso di arte concettuale.

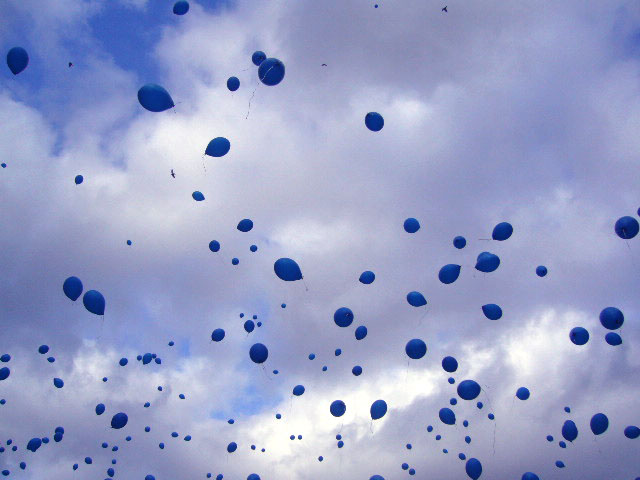
"Sculpture aérostatique" (2007). Lancio di 1001 palloncini blu.

L'International Klein Blue (o IKB come è conosciuto nei circoli artistici) è stato realizzato dall'artista francese Yves Klein come parte della sua ricerca sui colori che meglio rappresentano i concetti che voleva trasmettere.
Anche se Klein aveva lavorato estesamente con il blu nella sua carriera iniziale, fu soltanto dal 1957 che lo utilizzò come componente centrale delle sue opere (il colore che si trasforma efficacemente in arte). Klein ha realizzato una serie di produzioni monocromatiche usando l'IKB come tema centrale. Questi hanno incluso performance art in cui l'artista ha verniciato modelle nude che poi ha fatto camminare o rotolare su tele bianche o più spesso monocromatiche.
Il segreto del notevole impatto visivo dell'IKB deriva dal massiccio utilizzo del blu oltremare ed alla spessa applicazione della vernice che Klein realizzava sulle tele.
L'IKB è stato sviluppato da Klein e dai chimici per avere la stessa luminosità ed intensità di colore dei pigmenti asciutti, ed è stata realizzata sospendendo il pigmento asciutto in una resina sintetica. Questa nuova tonalità è stata brevettata da Klein, ma mai prodotta da nessuno a livello industriale.